# Bundesstraße 5
Die Bundesstraße 5 (Abkürzung: B 5) ist eine Fernstraße in der Bundesrepublik Deutschland. Sie erstreckt sich (mit Unterbrechungen) von der Grenze zwischen Dänemark und Deutschland bis zur Oder-Neiße-Grenze nach Polen und erschließt damit Gebiete in Nord- und Ostdeutschland.

## Streckenverlauf

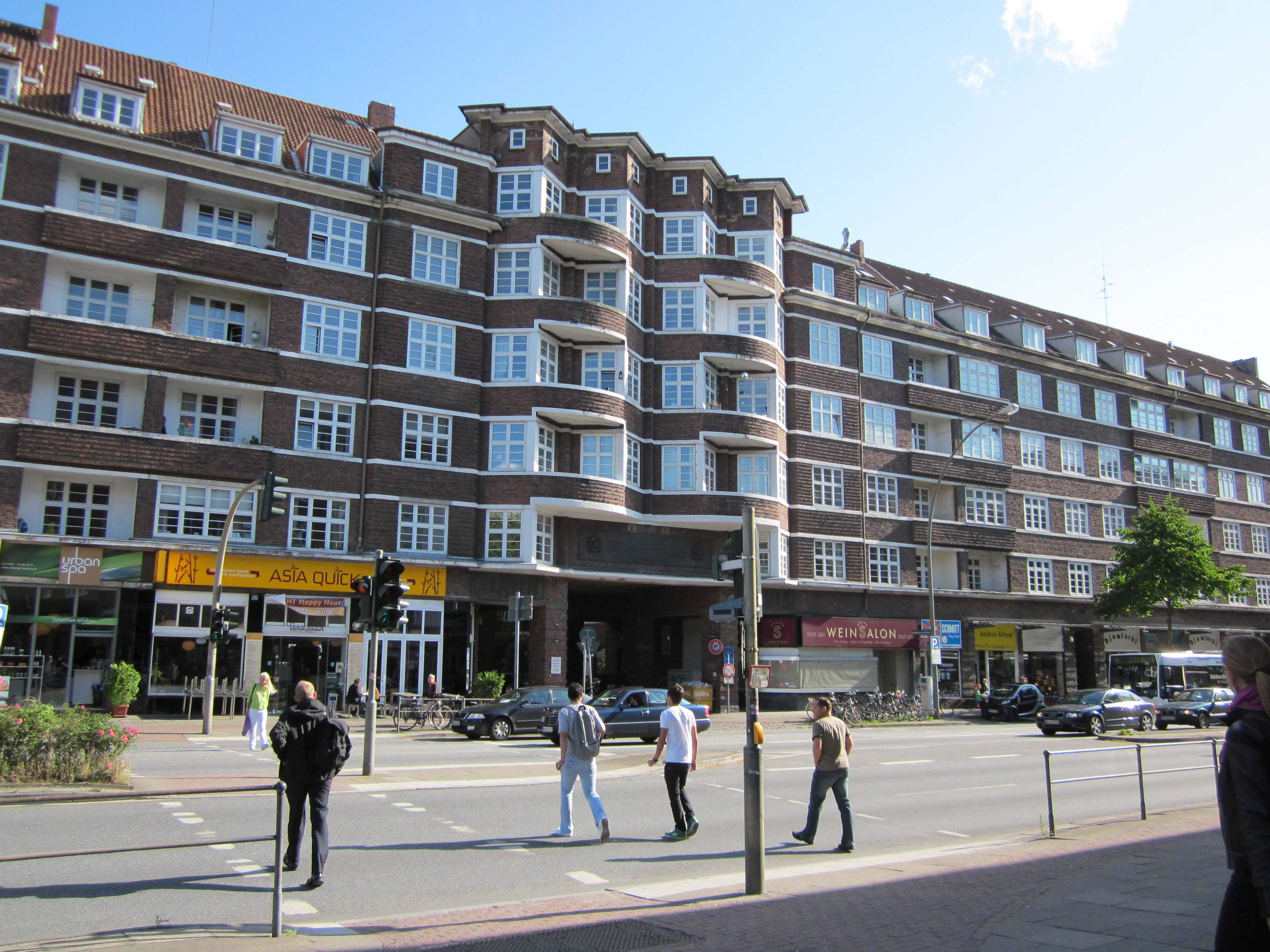
In Hamburg führt die Bundesstraße 5 durch dichtbesiedelte Wohnquartiere, wie hier an der Hudtwalckerstraße im Stadtteil Winterhude.

Die Bundesstraße 5 beginnt in Nordfriesland am Grenzübergang Böglum/Sæd bei Süderlügum, wo sie an die dänische Primærrute 11 aus Tønder (dt.: Tondern) anschließt. Sie verläuft zunächst durch Schleswig-Holstein im Hinterland der Westküste. Von Itzehoe bis Hamburg-Eidelstedt wurde sie durch die Bundesautobahn 23 ersetzt, auf einem sehr kurzen Abschnitt übernimmt auch die A 7 deren ehemalige Aufgabe. In Hamburg führt sie von Eidelstedt zunächst gemeinsam mit der Bundesstraße 4 auf der Kieler Straße durch den Bezirk Eimsbüttel, um dann – abweichend von der B 4 – über die Fruchtallee auf den Ring 2, einen der drei Straßenhalbringe auf Hamburger Stadtgebiet, einzuschwenken, auf dem sie ein Stück bis Eppendorf führt. Anschließend führt sie in östlicher Richtung über den Fluss Alster und verläuft anschließend in südlicher Richtung durch die dicht besiedelten Stadtteile Winterhude, Barmbek-Süd, Uhlenhorst, Eilbek bis Hamm, wo sie am Fuß des nördlichen Geesthangs des Elbe-Urstromtals nach Osten abknickt. Ab Höhe der Güterumgehungsbahn ist sie als südliche Umfahrung Billstedts für ca. fünf Kilometer als Kraftfahrstraße autobahnähnlich ausgebaut (mit Autobahn-Anschlussstelle zur A 1), im weiteren Verlauf bis nach Bergedorf ist sie vierspurig ausgebaut. In Bergedorf zweigt dann die B 207 ab, die B 5 verläuft südöstlich und erreicht dann abermals Schleswig-Holstein. Dort führt sie durch Geesthacht und erreicht östlich von Lauenburg Mecklenburg-Vorpommern. Auf einer nach der deutschen Wiedervereinigung neuerrichteten Umgehungsstraße tangiert die Bundesstraße Boizenburg und gelangt im weiteren Verlauf über Ludwigslust und Grabow in das Bundesland Brandenburg.
Der weitere Verlauf dieser Bundesstraße führt durch Brandenburg und Berlin. Die B 5 mündet zwischen Dallgow-Döberitz und Spandau in Berlin. Auf dem Abschnitt von der Wilhelmstraße im Berliner Bezirk Spandau bis zum Alexanderplatz im Bezirk Mitte benutzen die Bundesstraßen 2 und 5 dieselbe Trasse über Heerstraße, Kaiserdamm, Bismarckstraße und Straße des 17. Juni zum Platz des 18. März vor der Westseite des Brandenburger Tors, das ursprünglich beide Bundesstraßen durchquerten. Seit der Umgestaltung des Pariser Platzes führt die Trasse der B 5 südlich um das Brandenburger Tor über Ebert-, Behren- und Glinkastraße. Die B 2 verläuft nördlich um das Tor über Ebert-, Dorotheen- und Wilhelmstraße. Über den Boulevard Unter den Linden führen beide Bundesstraßen zur Liebknechtbrücke über den Spreekanal. Hinter dem Schloßplatz und der Schloßbrücke beginnt die Karl-Liebknecht-Straße, die zum Alexanderplatz führt.
An der nördlichen Ecke des Alexanderplatzes knicken B 2 und B 5 nach rechts in die Alexanderstraße ab. Ab der Kreuzung mit der Otto-Braun-Straße verläuft die B 5 gemeinsam mit der vom Molkenmarkt kommenden Bundesstraße 1, während die B 2 nach Nordosten abknickt. B 1 und B 5 führen gemeinsam auf gerader Linie nach Osten über die Karl-Marx-Allee, den Strausberger Platz, Frankfurter Allee, Alt-Friedrichsfelde stadtauswärts bis Müncheberg. Dort zweigt die Bundesstraße 5 ab und endet am Grenzübergang Frankfurt (Oder)/Stadtbrücke.

## Geschichte
Die ehemalige Reichsstraße 5 (R 5) führte von Frankfurt (Oder) aus weiter über Crossen, Grünberg und Lüben bis nach Breslau und von dort aus über Ohlau, Brieg und Oppeln bis nach Beuthen (Oberschlesien).

### 19. Jahrhundert
Die Strecke zwischen Berlin und Frankfurt (Oder) wurde 1803 fertiggestellt, die weitere Strecke zwischen Frankfurt (Oder) und Breslau wurde zwischen 1817 und 1819 erbaut. Im Jahr 1824 war der Straßenbau zwischen Breslau und Gleiwitz vollendet. Der Abschnitt zwischen Berlin und Hamburg wurde zwischen 1827 und 1830 gebaut und war die erste Kunststraße im Großherzogtum Mecklenburg-Schwerin. Die Teilstrecken nordwestlich von Hamburg wurden erst in den 1850er Jahren ausgebaut. Im Jahr 1858 war der Straßenbau von Itzehoe bis Bredstedt fertiggestellt, diese Straßen dienten jedoch in erster Linie als Zubringer zu den Eisenbahn-Stationen Husum, Itzehoe und Tönning.

### 1930 bis 1948

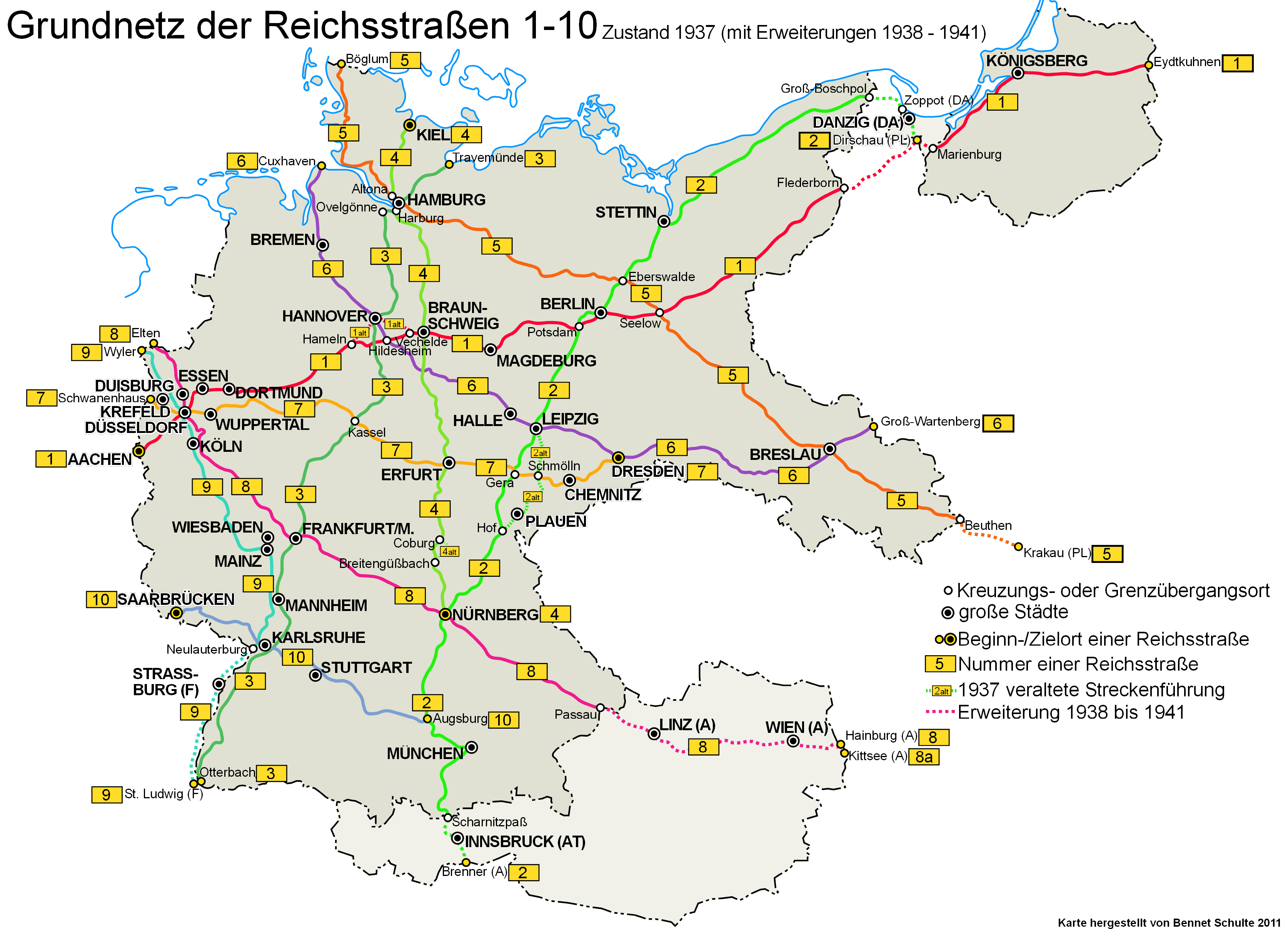
Karte der Reichsstraßen um 1937. Die R 5 führte noch nördlich an Berlin vorbei.

In den frühen 1930er Jahren verlief die Fernverkehrs-, ab 1934 Reichsstraße 5 nördlich an Berlin vorbei, von Bückwitz über Eberswalde und Müncheberg (Mark) nach Frankfurt (Oder). Den Anschluss von Berlin nordwestlich nach Bückwitz bildete die Reichsstraße 103. Mitte der 1930er Jahre wurde der Verlauf zwischen Eberswalde und Frankfurt (Oder) geändert und über Seelow und Lebus gelegt. Der bei der R 5 entfallene Abschnitt zwischen Müncheberg und Frankfurt (Oder) wurde Teil einer neuen Reichsstraße 167. (Der aus dem Fernstraßennetz ausgeschiedene Abschnitt von Eberswalde bis Müncheberg wurde sechs Jahrzehnte später als Teil der Bundesstraße 168 wieder aufgestuft.) 1940/41 tauschte man bei einer weitgehenden Änderung die Verläufe der R 5, R 103 und R 167, sodass die Reichsstraße 5 nun durch Berlin führte; dabei von Frankfurt (Oder) bis Müncheberg wieder auf dem ursprünglichen Weg, von Müncheberg bis Berlin-Mitte parallel mit der Reichsstraße 1 und von dort bis westlich von Berlin-Spandau parallel mit der Reichsstraße 2. Den östlichen und nördlichen Abschnitt um Berlin herum bezeichnete man nun als Reichsstraße 167.

### 1949 bis 1999

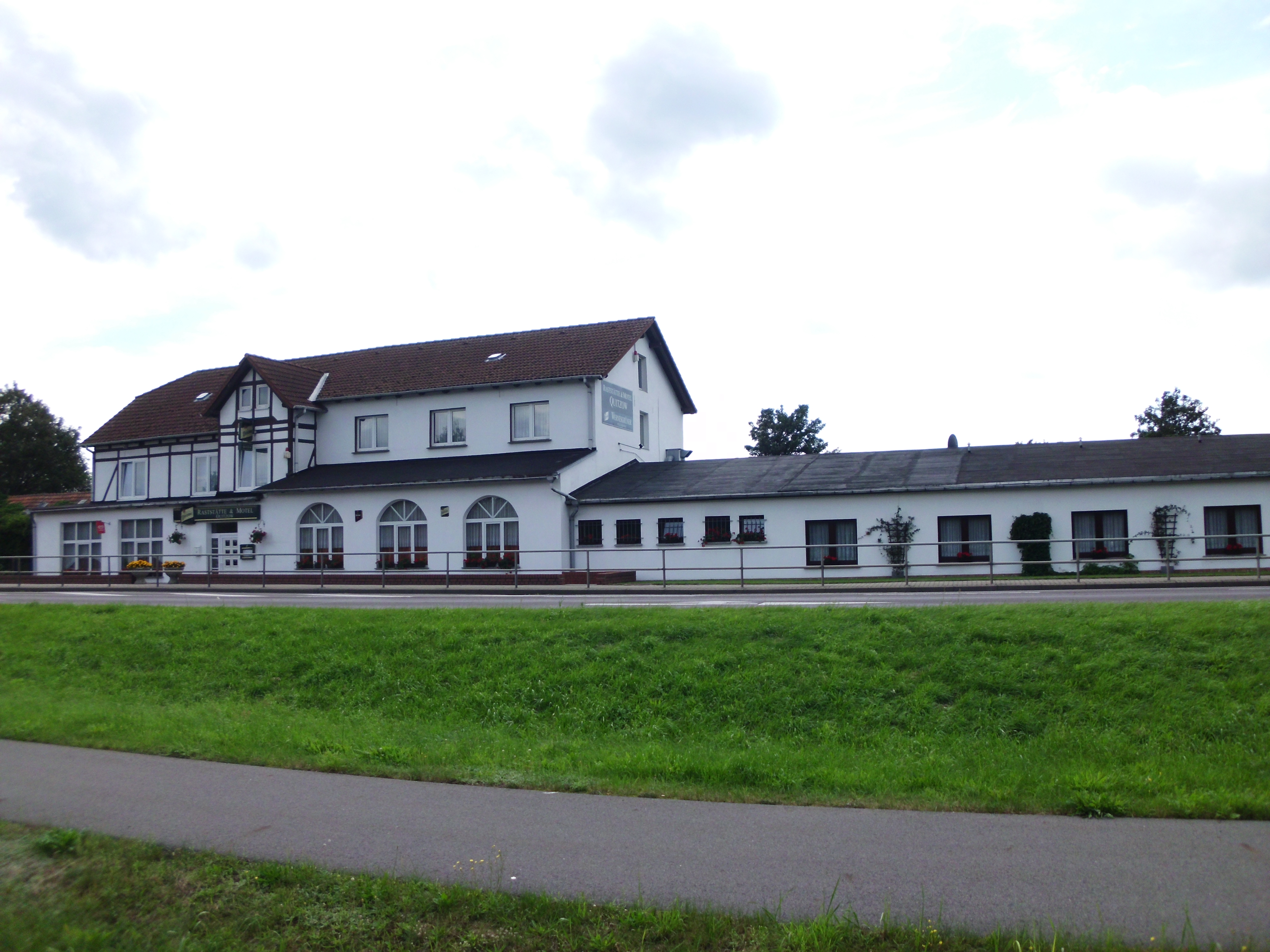
Raststätte Quitzow (2011)

Besondere Bedeutung hatte die Bundesstraße 5 in der Zeit zwischen 1949 und vor allem ab 1972 und dem 21. Dezember 1987, als sie auf 238 Kilometern die Funktion einer der wenigen Transitstrecken durch die DDR zwischen West-Berlin und der damaligen Bundesrepublik Deutschland (BRD) übernahm. Während weiter südlich nur die Autobahnen A2, A4 und A9 als Transitstrecken genutzt wurden, war die Bundesstraße 5, die auf dem Gebiet der DDR die Bezeichnung Fernverkehrsstraße 5 (kurz F 5) trug, die einzige Transit-Landstraße und konnte deshalb auch mit dem Fahrrad befahren werden. Grenzübergänge waren Heerstraße in Berlin-Staaken sowie am westlichen Ende Lauenburg/Horst. Die einzige Transit-Raststätte mit einer Intershop-Filiale auf dieser Strecke bestand in Quitzow. Da die Straße auch durch Städte und Gemeinden führte und somit aus Sicht der DDR stets die Gefahr der Kontaktaufnahme zwischen DDR-Bürgern und Transitreisenden bestand, war man Ende der 1970er Jahre bestrebt, den Verkehr über eine Autobahn zu leiten. Weil dies letztlich eine Verkürzung der Reisezeit bedeutete und daher auch ein Interesse aus Sicht der damaligen Bundesrepublik bestand, nahm man entsprechende Verhandlungen auf. Ab 1982 wurden einzelne Teilabschnitte der Autobahn Hamburg–Berlin in Betrieb genommen und nachfolgend der Transitverkehr verlagert.
Auch in Schleswig-Holstein hatte die Bundesstraße 5 eine Besonderheit: Bei Brunsbüttel quert die B 5 den Nord-Ostsee-Kanal. Bis zum Bau der Hochbrücke führte die B 5 durch den Stadtkern von Brunsbüttel, der Kanal wurde mittels der heute noch existierenden freien Fähren vor den Schleusen in Brunsbüttel passiert. Da diese oft überlastet waren, nutzten Ortskundige die kleinere Fähranlage in Ostermoor.
Seit den 1930er Jahren wurden vielerorts Umgehungsstraßen gebaut (z. B. die Ortsumgehung Elmshorn, die Störbrücke bei Itzehoe, die heutige Autobahn 23 zwischen den Anschlussstellen Hamburg-Stellingen und Pinneberg-Nord und die Ortsumgehung Husum Anfang der 1990er Jahre), um den Verkehr aus den Städten fernhalten zu können.
In Brandenburg östlich Berlins wurde Ende der 1990er Jahre die Ortsumgehung Müncheberg fertiggestellt.
In Schleswig-Holstein nahm die Verkehrsdichte zu, nachdem man die Bundesautobahn 23 zwischen Hamburg und Itzehoe, später Heide (Holstein) in Betrieb nahm. So wählen seitdem viele Verkehrsteilnehmer diese an der Westküste verlaufende Strecke statt der Bundesautobahn 7, um an die Westküste Schleswig-Holsteins oder Jütlands zu reisen.

### 2000 bis 2015
Für die Bundesstraße 5, die ab Heide die Fortsetzung der Bundesautobahn 23 darstellt, wurden daher weitere Ausbauprojekte ins Auge gefasst, teilweise geplant und umgesetzt. Der höhenfreie Ausbau der bisherigen Gefahrenstelle „Büttel“ (Zusammenschluss der B 202 und B 5 bei Friedrichstadt) wurde 2013 abgeschlossen. Der Ersatzneubau der Störbrücke Itzehoe wurde 2010 fertiggestellt, die alte Brücke wurde abgebrochen und die zweite Neubaubrücke wurde bis Herbst 2015 gebaut, seitdem ist dieser Abschnitt Bestandteil der A 23.

### Weiterer Ausbau
Am 11. Juni 2016 wurde der A-23-Lückenschluss bei Itzehoe abgeschlossen und für den Verkehr freigegeben, nachdem das letzte etwa zwei Kilometer lange Teilstück der Fahrtrichtung Heide bei Breitenburg-Nordoe fertiggestellt wurde. Die Störbrücke ist jetzt Teil der A 23.
Die aktuellen Planungen (Stand: 2015) sehen eine „1 + 2-Verkehrsführung“ für den Abschnitt zwischen Husum und Tönning und zwischen Itzehoe und Wilster sowie die Verlegung zwischen Hattstedt und Bredstedt auf eine neue Trasse vor. Der weitere Ausbau ab Heiligenstedten im Abschnitt zwischen Itzehoe und Wilster begann am 8. Juli 2016. Für die Fahrbahnverbreiterung war der Abschnitt zwischen der Anschlussstelle Heiligenstedten (bei Julianka) und der Anschlussstelle Bekdorf im Frühjahr und Sommer 2018 für mehrere Monate voll gesperrt.
In Brandenburg östlich Berlins wurde am 30. Juni 2016 der letzte Bauabschnitt der Ortsumgehung Herzfelde für den Verkehr freigegeben. Nach der Freigabe des Teilstücks der A 14 von Grabow nach Groß Warnow im Dezember 2017 wurde die parallel verlaufende Strecke der B 5 zur L 072 (in Mecklenburg-Vorpommern) bzw. zur L 132 (in Brandenburg) herabgestuft.

## Sehenswürdigkeiten
Die Straße verläuft in Schleswig-Holstein fast parallel zur Nordseeküste und trägt die Bezeichnung Grüne Küstenstraße. Die Städte Husum, Tönning, Friedrichstadt, Heide und Brunsbüttel zählen dabei zu den sehenswerten Orten, durch die die Bundesstraße 5 führt bzw. bis zur Neutrassierung (Friedrichstadt) führte. Die Kanalhochbrücke Brunsbüttel im Zuge der B 5 ermöglicht einen Ausblick auf die Mündung des Nord-Ostsee-Kanals in die Unterelbe mit den dort befindlichen Schleusen sowie über weite Teile von Dithmarschen, Brunsbüttel und des Nord-Ostsee-Kanals.
Direkt neben der Straße zwischen Geesthacht und dem Ortsteil Krümmel befindet sich das Pumpspeicherkraftwerk Geesthacht.
In Lauenburg quert die Straße nicht nur den Elbe-Lübeck-Kanal, sondern auch dessen Vorgänger, den Stecknitzkanal. Unmittelbar hinter der Kanalbrücke befindet sich wenige Meter südlich der Straße dessen historische Palmschleuse.

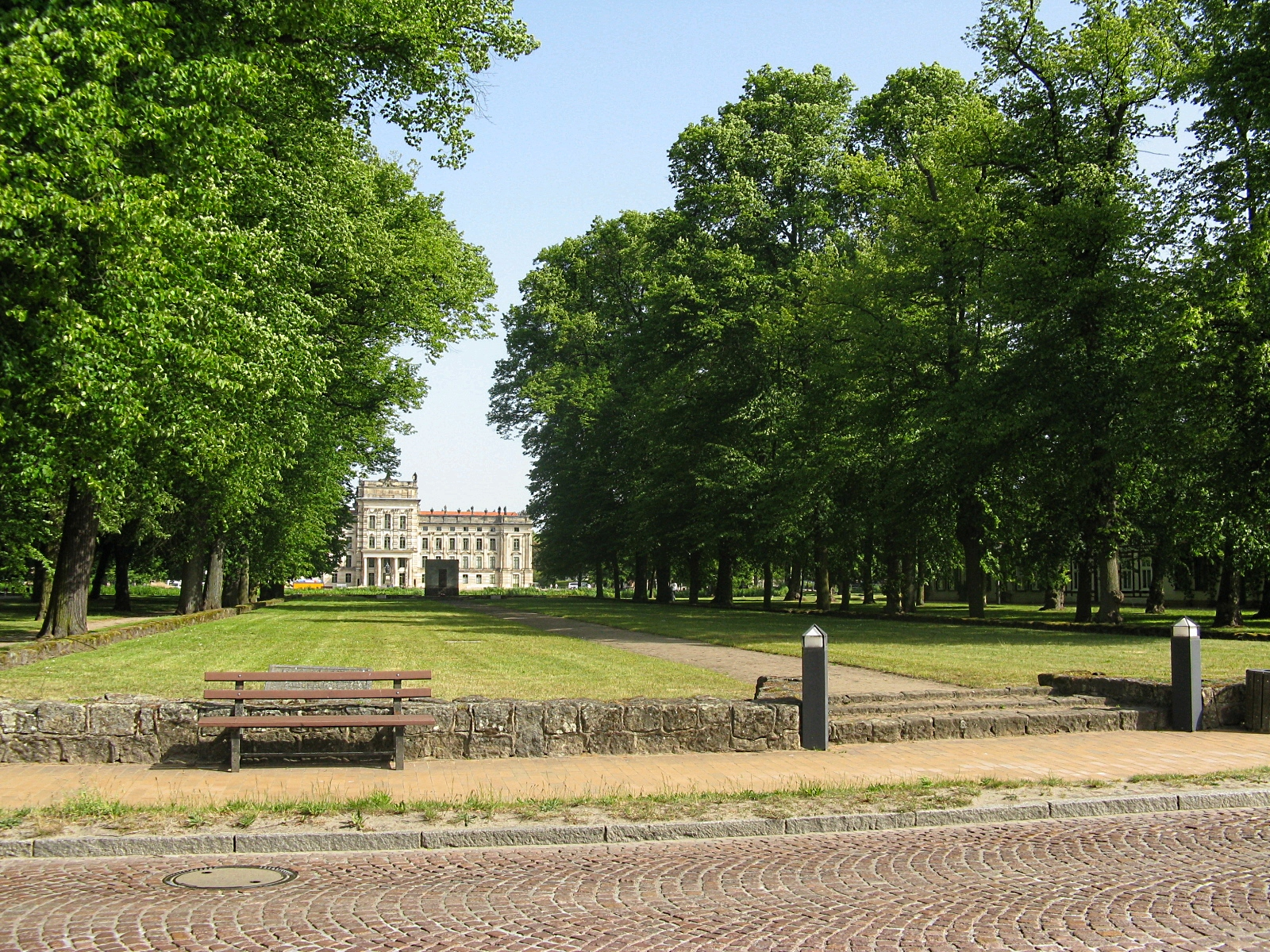
Blick von der B 5 auf das Ludwigsluster Schloss und die KZ-Gedenkstätte

In Mecklenburg-Vorpommern, wo die B 5 über weite Teile der Strecke von der Landesgrenze zu Schleswig-Holstein bis Ludwigslust eine Allee ist, befindet sich unweit der Straße das Landgestüt Redefin, eine 1812 erbaute Anlage im Stil des Klassizismus, auf der alljährlich Hengstparaden und Hallenturniere abgehalten werden. In Ludwigslust durchschneidet die auf diesen Metern gepflasterte Straße die Achse zwischen dem Barockschloss, das von 1763 bis 1837 Residenz mecklenburgischer Herzöge war, und der ehemaligen Hof- und heutigen Stadtkirche. In der Schneise in Richtung Schloss ist eine Gedenkstätte für die Opfer des KZ Wöbbelin zu sehen, 200 der zuvor in Massengräbern verscharrten Umgekommenen wurden hier nach Kriegsende beigesetzt.
Aus der Zeit des Chausseebaus sind in Mecklenburg Meilen- und Halbmeilensteine erhalten geblieben. Auf den Ganzmeilensteinen befinden sich gusseiserne Tafeln mit Entfernungsangaben nach Berlin, Hamburg und Ludwigslust. Der Hauptmeilenstein in Ludwigslust ist der höchste und älteste Meilenstein Mecklenburg-Vorpommerns.
Im Bundesland Brandenburg verläuft die B 5 durch die Stadt Wusterhausen/Dosse, in der 2011 das Wegemuseum eröffnet wurde, das sich mit der Geschichte der Fernstraße befasst, sowie durch das Dorf Ribbeck (bekannt durch das Gedicht von Theodor Fontane). Das Anwesen der Ribbecks ist heute noch erhalten.